# Dolichoscyta duplicilinea
Dolichoscyta duplicilinea là một loài bướm đêm trong họ Noctuidae.